# Boettcheria cimbicis
Boettcheria cimbicis är en tvåvingeart som först beskrevs av Townsend 1892.  Boettcheria cimbicis ingår i släktet Boettcheria och familjen köttflugor. Inga underarter finns listade i Catalogue of Life.